# Агиос Николаос (Крит)
Вижте пояснителната страница за други значения на Агиос Николаос.
Агиос Николаос в превод „Свети Николай“ (на гръцки: Άγιος Νικόλαος) е крайбрежен град в ном Ласити в източната част на остров Крит, Гърция. Намира се в залива Мирабело.

## Общи сведения
Градът е разположен отчасти върху руините на древния град Лато прос Камара, който е бил населен от края на бронзовата епоха.
В центъра на селището се намира сладководното езеро Вулисмени, заобиколено от таверни, кафенета и магазинчета. Според една от легендите в него са се къпали Артемида и Атина, според друга – то е бездънно. В действителност максималната му дълбочина е 64 m. Преди то не е имало връзка с морето, но сега вече е прокопан канал между тях. Друга градска легенда твърди, че езерото има връзка с вулкана на остров Санторини, тъй като при последното му изригване водите на езерото бясно бълбукали и то заляло крайбрежните къщи.

## География
Климатът е типично средиземноморски с горещи и сухи лета и меки, влажни зими.

## Население
| Година | Брой жители на Агиос Николаос |
| ------ | ----------------------------- |
| 1991   | 8370                          |
| 2001   | 10 464                        |
| 2011   | 11 421                        |